# Synduality
Synduality (シンデュアリティ?, Shindeyuariti) (stilizzato come SYNDUALITY) è un media franchise giapponese creato da Bandai Namco.
Una serie anime prodotta da Bandai Namco Filmworks e animata da 8-Bit, intitolata Synduality: Noir, è andata in onda da luglio a settembre 2023. Una seconda parte è stata presentata in anteprima a gennaio 2024.

## Personaggi

### Synduality: Noir

I protagonisti della serie anime

#### Principali
Kanata (カナタ?)
Doppiato da: Takeo Ōtsuka
Un giovane apprendista Drifter che risiede a Rock Town, sogna di poter diventare un giorno un Drifter a tutti gli effetti. Nel frattempo, guadagna denaro quotidianamente cercando rottami e collezionando reliquie dell'antica civiltà. Il suo sogno di diventare un Drifter, si avvera quando incontra la Magus Noir.
Noir (ノワール?, Nowāru)
Doppiata da: Aoi Koga
Una Magus che è stata trovata in delle rovine da Kanata e che ha perso la memoria dopo essersi svegliata da un lungo sonno. A differenza delle altre Magus, non possiede notevoli abilità fisiche; anzi, sembra incapace e cade frequentemente. Tuttavia, dimostra capacità eccezionalmente elevate durante le battaglie con i Coffin.

#### Ricorrenti
Ellie (エリー?, Erī)
Doppiata da: Konomi Inagaki
Un'amica d'infanzia di Kanata, è una Drifter che fa parte del gruppo di Drifter chiamato Aventure nella città di Rock Town, un obiettivo che Kanata ambisce raggiungere. È innamorata di Kanata, ma non è molto sincera riguardo ai suoi sentimenti. Spesso prova gelosia quando vede o viene a conoscenza del fatto che Kanata è con un'altra ragazza.
Ange (アンジェ?, Anje))
Doppiata da: Ayaka Ōhashi
Una Magus e compagna di Ellie. Mostra un'insaziabile curiosità e un forte interesse per i pettegolezzi. Ha un affetto distante come amica e accompagna Ellie durante una fase delicata della sua vita. Spesso prende in giro Ellie per il suo interesse amoroso verso Kanata.
Tokio (トキオ?)
Doppiato da: Yūsuke Kobayashi
Un abile Drifter di a Rock Town. Agisce come il fratello maggiore di Kanata, ma il suo stile di vita spensierato a volte influisce più o meno negativamente sulle persone intorno a lui.
Mouton (ムートン?, Mūton)
Doppiato da: Fuminori Komatsu
Un Magus e compagno di Tokio. Non parla molto, ma si prende sempre cura di Tokio con attenta considerazione.
Ciel (シエル ?, Shieru)
Doppiata da: Nagisa Aoyama

#### Secondari
Maria (マリア?)
Doppiata da: Miku Itō
La sorella maggiore di Ellie. È la miglior meccanica di Rock Town ed è mentore di Kanata per quanto riguarda la manutenzione del Coffin. È affascinata dal cielo e si dedica a riportare in vita la tecnologia perduta dei razzi. Le piace bere molto.
Michael (マイケル?, Maikeru)
Doppiato da: Daisuke Sakaguchi
Il leader dell'organizzazione di Drifter Aventure. Le sue abilità come Drifter sono riconosciute da tutti e Tokio lo vede come un rivale. La sua famiglia gestisce Farm Nest, un'azienda agricola, e dirige un'azienda alimentare che detiene una grande quota di mercato.
Bob (ボブ?, Bobu)
Doppiato da: Daiki Hamano
Un Magus e compagno di Michael.

## Media

### Synduality: Noir

#### Anime
Una serie anime, annunciata a settembre 2022, prodotta dalla Bandai Namco Filmworks e animata da 8-Bit, intitolata Synduality: Noir, è in onda dall'11 luglio 2023 su TV Tokyo e le sue affiliate.

##### Episodi
Questa lista è suscettibile di variazioni e potrebbe essere incompleta o non aggiornata.

| nº | Titolo originale    | Titolo italiano        | Diretto da                  | Scritto da        | Storyboard di                      | Prima TV Giappone |
| Prima parte | Prima parte         | Prima parte            | Prima parte                 | Prima parte       | Prima parte                        | Prima parte       |
| --- | ------------------- | ---------------------- | --------------------------- | ----------------- | ---------------------------------- | ----------------- |
| 1 | My name is...       | Mi chiamo...           | Sho Kitamura                | Hajime Kamoshida  | Yusuke Yamamoto                    | 11 luglio 2023    |
| Anno 2242, un cataclisma chiamato Lacrime della luna nuova ha devastato il mondo e costretto l'umanità a vivere nel sottosuolo. Kanata, un giovane che vive nella città sotterranea The Rock, ha il sogno di diventare un Drifter, un guerriero che combatte gli Enders, creature deformi che sono state create dal cataclisma. L'unica cosa che gli importa è combattere gli Enders e proteggere gli altri. Un giorno, Kanata assieme ad un Drifter trovano in una rovina Noir, una Magus senza memoria. Kanata e Noir si alleano per combattere gli Enders e per trovare un modo per riportare l'umanità sulla superficie. Kanata e Noir combattono un gruppo di Enders. Kanata e Noir sono in inferiorità numerica, ma riescono a sconfiggere gli Enders. Dopo la battaglia, Kanata e Noir si guardano negli occhi e si sorridono. |                     |                        |                             |                   |                                    |                   |
| 2 | My master           | Il mio master          | Munenori Nawa               | Hajime Kamoshida  | Katsumi Terahigashi                | 18 luglio 2023    |
| 3 | Behind the mask     | Dietro la maschera     | Seung-hui Son               | Takashi Aoshima   | Katsumi Terahigashi                | 25 luglio 2023    |
| 4 | Wild daisy          | Margherita selvatica   | Shinpei Ezaki               | Takashi Aoshima   | Shinpei Ezaki                      | 1º agosto 2023    |
| 5 | Drifting the maze   | Il labirinto           | Munenori Nawa               | Deko Akao         | Tatsuya Igarashi                   | 8 agosto 2023     |
| 6 | Dice is cast        | Il dado è tratto       | Tsutomu Murakami            | Masahiro Yokotani | Futoshi Fujikawa                   | 15 agosto 2023    |
| 7 | My dear...          | Mio caro               | Atsushi Nakayama            | Takashi Aoshima   | Katsumi Terahigashi e Yūji Haibara | 22 agosto 2023    |
| 8 | Pure dream          | Puro sogno             | Susumu Tosaka               | Deko Akao         | Hiroaki Shimura e Yūji Haibara     | 29 agosto 2023    |
| 9 | Legendary Hero      | Eroe leggendario       | Masahiko Suzuk              | Dai Hatano        | Katsumi Terahigashi                | 5 settembre 2023  |
| 10 | Drifter's pride     | L'orgoglio dei Drifter | Takayuki Tanaka             | Takashi Aoshima   | Katsumi Terahigashi                | 12 settembre 2023 |
| 11 | Storm of A.I.       | Tempesta d'IA          | Sho Kitamura                | Takashi Aoshima   | Yusuke Yamamoto                    | 19 settembre 2023 |
| 12 | Mirage of the Ideal | Il miraggio perfetto   | Masahiko Suzuki e Miho Arai | Takashi Aoshima   | Katsumi Terahigashi                | 25 settembre 2023 |
| Seconda parte |                     |                        |                             |                   |                                    |                   |
| 13 | Double cast         | Doppio cast            | Naokatsu Tsuda              | Takashi Aoshima   | Naokatsu Tsuda                     | 9 gennaio 2024    |
| 14 | Mysterious journey  | Il viaggio misterioso  |                             |                   |                                    | 16 gennaio 2024   |
| 15 | Duel of Fates       | Duello di destini      |                             |                   |                                    | 23 gennaio 2024   |
| 16 | Noir Rain           | La pioggia di Noir     |                             |                   |                                    | 30 gennaio 2024   |
| 17 | Greyish zone        | Zona grigiastra        |                             |                   |                                    | 6 febbraio 2024   |

### Synduality: Ellie

#### Manga
Un manga spin-off, intitolato Synduality: Ellie, scritto da Dai Hatano e disegnato da Hiroji Mishima è serializzato sulla rivista Monthly Comic Alive di Media Factory dal 27 luglio 2023.
| Nº | Data di prima pubblicazione | Data di prima pubblicazione | Data di prima pubblicazione |
| Nº | Giapponese                  | Giapponese                  |                             |
| -- | --------------------------- | --------------------------- | --------------------------- |
| 1  | 28 febbraio 2024            | ISBN 978-4-04-811265-9      |                             |

#### Light novel
Una light novel spin-off, intitolata anch'essa Synduality: Ellie, scritta da Hatano e illustrata da Yō Midorikawa, è stata pubblicata dalla casa editrice MF Bunko J di Media Factory il 25 settembre 2023.

### Synduality: Echo of Ada
Un videogioco sparatutto in terza persona e action RPG intitolato Synduality: Echo of Ada, sviluppato da Game Studio, prodotto da Yosuke Futami sarà pubblicato da Bandai Namco Entertainment per le piattaforme Microsoft Windows, PlayStation 5 e Xbox Series X/S.

### Synduality: Kaleido
Una serie di romanzi spin-off, intitolata Synduality: Kaleido, sarà pubblicata da Hobby Japan nella rivista Monthly Hobby Japan.